# Cefalotin
Cefalotin ist ein Antibiotikum, welches zur Behandlung bei schweren Infektionen des Blutes, der Knochen, der Gelenke, der Atemwege, der Haut und der Harnwege verwendet wird sowie zur Vorbeugung vor Infektionen während bestimmter Operationen. Es wird semisynthetisch hergestellt und kommt aus der Klasse der Cephalosporine der 1. Generation. Cefalotin wurde 1962 von Eli Lilly patentiert und war das erste Cephalosporin, das vermarktet wurde. Es kam 1963 in den USA als Keflin auf dem Markt, jedoch besteht die Zulassung nicht mehr. Auch in Deutschland gibt es keine Fertigarzneimittel.

## Indikation
Da unter den Cephalosporinen Cefalotin besonders wirksam gegen schwere Staphylokokken-Infektionen ist, wird es meist hier eingesetzt. Dazu gehören etwa Atemwegsinfektionen, Haut- und Weichteilinfektionen (einschließlich Peritonitis), Infektionen des Urogenitaltrakts, Septikämien (einschließlich Endokarditis) sowie Infektionen der Knochen und Gelenke durch entsprechend empfindliche Keime. Prophylaktisch kann Cefalotin angezeigt sein bei vaginaler Hysterektomie, Kopf- und Halsoperation, Einsetzen von Herzklappenersatz und Endoprothesen.

## Wirkungsprinzip und Verstoffwechselung
Die Cefalotin-Moleküle binden – wie alle Cephalosporine – an spezifische Penicillin-bindende Proteine, die für den Neuaufbau der bakteriellen Zellwand benötigt werden. Dadurch wird die weitere Synthese der bakteriellen Zellwand gehindert.
Im Körper wird circa die Hälfte des aufgenommenen Cefalotins durch Deacetylierung zu dem weniger aktiven Metaboliten O-Desacetylcefalotin umgewandelt. Die andere Hälfte wird unverändert im Urin eliminiert. Die Plasmahalbwertszeit beträgt  – bei normaler Nierenfunktion – rund 50 Minuten.

## Mikrobiologisches Wirkspektrum
Im Allgemeinen weist Cefalotin eine höhere Aktivität gegenüber grampositiven als gegenüber gramnegativen Bakterien auf, wobei letztere in ihrer Empfindlichkeit – je nach Isolat – gegenüber der Substanz stark variieren. In vitro ist Cefalotin beispielsweise wirksam gegen beta-hämolysierende und andere Streptokokken (hingegen sind Enterokokken wie z. B. Streptococcus faecalis resistent), Staphylokokken (einschließlich koagulasepositiver und koagulasenegativer sowie Penicillinase-bildender Stämme; methicillinresistente Staphylokokken jedoch sind nicht empfindlich), Streptococcus pneumoniae, Haemophilus influenza, Escherichia coli, Klebsiella, und Proteus mirabilis.
Pseudomonaden sind wie auch andere indolproduzierende Proteobakterien resistent gegenüber Cefalotin.

## Applizierung
Arzneilich eingesetzt wird das Cefalotin-Natrium, ein weißes bis fast weißes Pulver, das leicht löslich in Wasser und schwer löslich in wasserfreiem Ethanol ist. Das Salz mit der Summenformel C16H15N2NaO6S2 hat eine Molmasse von  418,43 g·mol−1 und schmilzt bei  204–205 °C.
Der Arzneistoff wird parenteral verabreicht.
Gebrauchsfertig rekonstituierte Lösungen sind bei Raumtemperatur zwölf Stunden, im Kühlschrank 96 Stunden lang haltbar. Dabei nimmt jedoch die Aktivität stark ab, sodass diese nach drei Tagen lediglich 80 Prozent beträgt. Der Hersteller beschreibt die Wirksamkeit als ausreichend nach bis maximal 48 Stunden Lagerung im Kühlschrank.

## Synthese
Die Synthese von Cefalotin geschieht über eine Semisynthese, welches in diesem Fall die Acylierung einer Aminogruppe bedeutet. Die zu acylierende 7-Aminocephalosporansäure (kurz 7-ACA) wird dabei durch eine chemische Reaktion aus Penicillin G mithilfe von N,N′-Bis(trimethylsilyl)harnstoff umgewandelt.
Danach wird durch die Reaktion von 7-ACA (2) mit Thiophenylacetylchlorid (1) in Aceton Cefalotin (3) gebildet.

Synthese von Cefalotin aus 7-ACA und Thiophenylacetylchlorid